# شاطئ ليدو
شاطئ ليدو (بالصومالية: Xeebta Liido)‏ هو شاطئ في العاصمة الصومالية مقديشو يطل على الساحل الصومالي، اشتق اسم ليدو من الكلمة الإيطالية "الشاطئ".

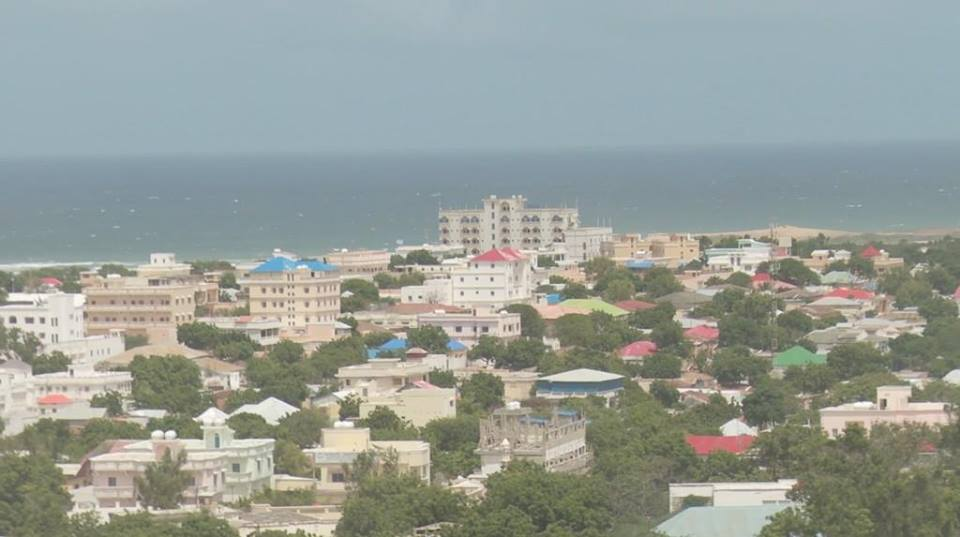
فندق وشاطئ ليدو (المطل على ساحل مقديشو قبل هدمه)

## خلفية تاريخية
يرجع تاريخ تطوير الشاطئ في شمال مقديشو إلى أواخر الثلاثينيات من القرن الماضي حيث كان يستخدمه المستعمرون الإيطاليون الذين كانو يعيشون في عاصمة الصومال الإيطالية. 

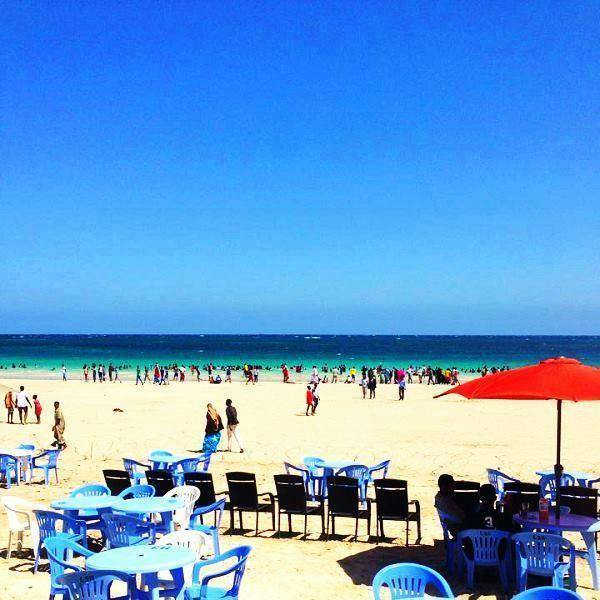
شاطئ ليدو 2015

في خمسينيات القرن الماضي، عملت الإدارة الإيطالية تحت حكم الأمم المتحدة على تطوير الشاطئ وترميم فندق قريب كان أطول مبنى في مقديشو خلال تلك السنوات.
أدت الحرب الأهلية إلى خلو الشاطئ وهجره، إلا أنه وفي أواخر العقد الأول من القرن الواحد والعشرين عادت الشاطئ إلى سابق عهده.

### هجمات الشباب
في يناير 2016 نفذت حركة الشباب تفجيرًا انتحاريًا بسيارة مفخخة وإطلاق نار جماعي على مطعم بالقرب من الشاطئ ما أسفر عن مقتل حوالي 20 شخصًا.

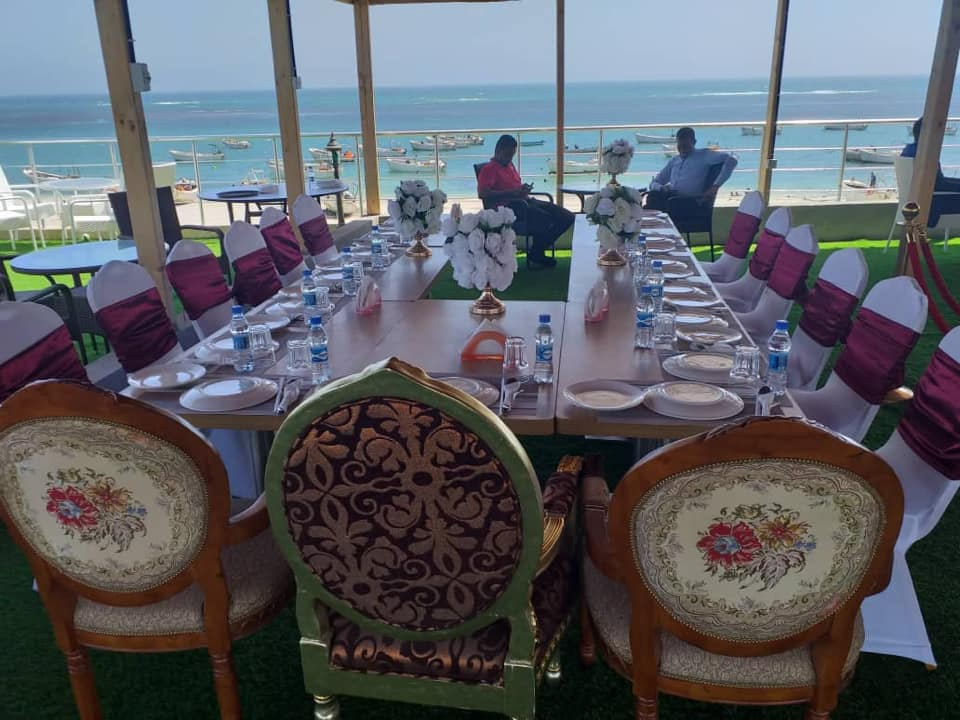
مطعم بيرل المطل على شاطئ ليدو

في أغسطس 2020 هاجمت حركة الشباب فندقاً بالقرب من الشاطئ، بسيارة مفخخة واشتبكت مع قوات الأمن الصومالية، ما أسفر عن مقتل 11 مدنيا وخمسة من المهاجمين، وأنقذت القوات الخاصة الصومالية أكثر من 200 شخص، من جهته أدان الممثل الخاص للأمين العام للأمم المتحدة في الصومال جيمس سوان بشدة الهجوم الإرهابي مؤكدا أن الأمم المتحدة "أعربت عن تعازيها الحارة لأسر الضحايا". 
في أبريل 2022 تعرض مطعم قريب من الشاطئ لهجوم انتحاري من حركة الشباب. في يونيو 2023 هاجم مسلحون من حركة الشباب فندق بيرل بالقرب من الشاطئ، وأعقب الهجوم تبادل لإطلاق النار بين المهاجمين وقوات الأمن التي حاصرت الفندق، وأسفرت الاشتباكات عن مقتل 6 مدنيين وإصابة 11 آخرين ومقتل جميع المهاجمين

## الشاطئ حاليا

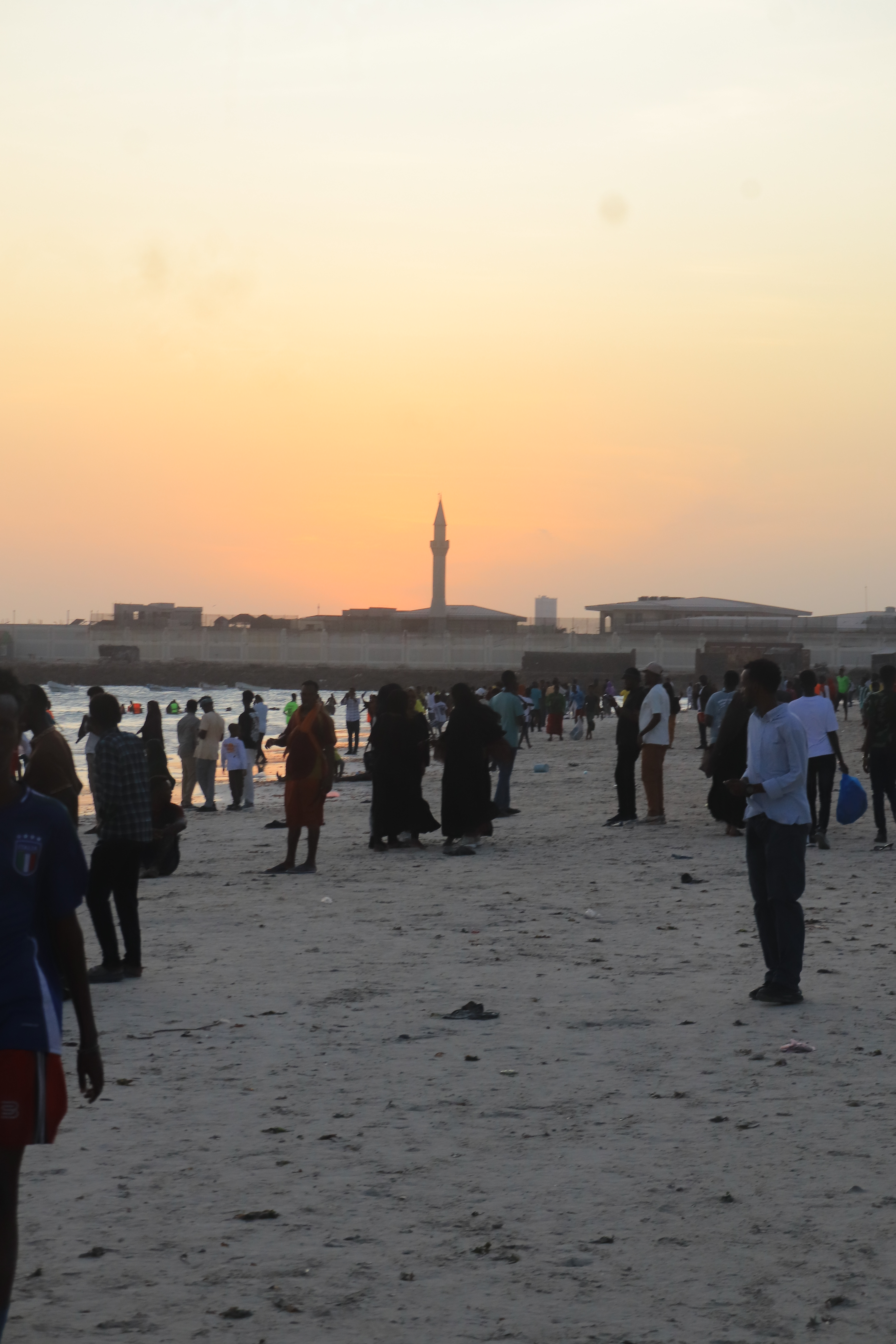
صورة حديثة لشاطئ ليدو 2024

يشهد شاطئ ليدو في العاصمة الصومالية مقديشو ازدحاما في أيام نهاية الأسبوع. ويتمتع الصومال بأطول خط ساحلي في البر الرئيسي لأفريقيا بطول يصل إلى 3100 كم، وتطل على الساحل شواطئ قيّمة للسياحة، ويوجد في شاطئ ليدو مطاعم للمأكولات البحرية وفنادق ومتنزهات.